# 디즈니 만화동산
《디즈니 만화동산》은 대한민국의KBS 1TV에서 KBS 2TV에서 방송되었던 텔레비전 애니메이션 프로그램이다.

## 기획 의도
다양한 장르의 디즈니 애니메이션을 통해 시청자들의 눈물, 감동, 사랑, 행복을 전하는 대표적인 애니메이션 전문 프로그램.

## 개요
월트 디즈니의 애니메이션을 회당 2편씩 방영하였다. 초기에는 《디즈니 애프터눈》과 동일한 순서로 방영되었으나, 시간이 지나면서 디즈니의 다른 애니메이션 시리즈를 방영하였다.

## 방송 일정
| 채널    | 방송 기간                           | 방송 시간                                 | 방송 분량 |
| ------- | ----------------------------------- | ----------------------------------------- | --------- |
| KBS 1TV | 1992년 4월 11일 ~ 1992년 10월 3일   | 매주 토요일 오후 5시 30분 ~ 저녁 6시 20분 | 50분      |
| KBS 2TV | 1992년 10월 11일 ~ 1997년 10월 26일 | 매주 일요일 아침 8시 ~ 8시 50분           | 50분      |
| KBS 2TV | 1997년 11월 2일 ~ 1997년 11월 9일   | 매주 일요일 아침 8시 ~ 오전 9시 50분      | 110분     |
| KBS 2TV | 1997년 11월 16일 ~ 1998년 2월 1일   | 매주 일요일 아침 8시 ~ 8시 50분           | 50분      |
| KBS 2TV | 1998년 2월 8일 ~ 1998년 2월 15일    | 매주 일요일 아침 8시 ~ 오전 9시 50분      | 110분     |
| KBS 2TV | 1998년 2월 22일 ~ 2001년 4월 29일   | 매주 일요일 아침 8시 ~ 8시 50분           | 50분      |
| KBS 2TV | 2001년 5월 6일 ~ 2001년 12월 30일   | 매주 일요일 아침 7시 50분 ~ 8시 40분      | 50분      |
| KBS 2TV | 2002년 7월 21일 ~ 2002년 10월 27일  | 매주 일요일 아침 7시 50분 ~ 8시 40분      | 50분      |
| KBS 2TV | 2002년 10월 31일 ~ 2003년 6월 19일  | 매주 목요일 오후 5시 30분 ~ 저녁 6시 30분 | 60분      |
| KBS 2TV | 2003년 6월 27일 ~ 2004년 8월 6일    | 매주 금요일 오후 5시 30분 ~ 저녁 6시 30분 | 60분      |
| KBS 2TV | 2004년 8월 13일 ~ 2004년 8월 27일   | 매주 금요일 저녁 6시 ~ 6시 55분           | 55분      |
| KBS 2TV | 2004년 9월 3일 ~ 2005년 4월 29일    | 매주 금요일 오후 5시 30분 ~ 저녁 6시 30분 | 60분      |
| KBS 2TV | 2005년 5월 6일 ~ 2006년 1월 20일    | 매주 금요일 저녁 6시 10분 ~ 7시           | 50분      |

## 방영 목록
- 《곰돌이 푸》(The New Adventures of Winnie the Pooh)
- 《요술곰의 모험나라》(Disney's Adventures of the Gummi Bears)
- 《구피와 친구들》(Goof Troop)
- 《욕심쟁이 오리아저씨》(DuckTales)

- 빙글뱅글
- 다람이 구조대ㅡ칩 과 데일

- 《오리형사 다크윙덕》(Darkwing Duck)
- 《인어공주》(The Little Mermaid)
- 《알라딘》(Aladdin)
- 《봉커스》(Bonkers)
- 《101마리 달마시안》(101 Dalmatians)
- 《헤라클레스》(Hercules)
- 《전사 골리앗》(Gargoyles)
- 《우주특공대 마이티덕》(Mighty Ducks)
- 《티몬과 품바》(The Lion King's Timon & Pumbaa)
- 《하우스 오브 마우스》 (House Of Mouse)
- 《탐정소녀 킴파서블》(Kim Possible)
- 《릴로와 스티치 TV시리즈》(Lilo & Stichi)

## 참고 사항
- 1990년대에는 일부 개신교 교회에서 유치부 및 어린이부 예배 시간이 《디즈니 만화동산》의 방영 시간과 겹치는 경우가 있었다. 이로 인해 해당 프로그램을 시청하지 못하는 어린이들도 존재하였다. 이는 정보통신기술이 본격적으로 발달하기 이전의 상황으로, 이후 케이블 TV의 만화 채널, 스마트폰, 유튜브, 스트리머(인터넷 방송인) 등의 등장과 함께 아동들의 영상 콘텐츠 접근 방식은 크게 변화하였다.
  - 개신교 유치원부나 초등부는 성경 이야기, 찬양, 기도 등을 통해 아이들이 신앙을 배울 수 있도록 돕는다. 이런 교육은 기독교 신앙을 중요하게 여기는 가정에서 선택할 수 있는 방법 중 하나다. 한편, 디즈니 만화동산을 시청하지 않는 것과 개신교 교육에 참여하는 것 사이에는 직접적인 관련은 없다. 각 가정의 신념과 교육 방침에 따라 결정하면 된다.
  - 가정에서 디즈니 만화동산을 비디오로 녹화하여 시청하는 것은 어린이의 흥미와 즐거움을 위한 일반적인 시청 활동이다. 이는 개신교 유치원부나 초등부에 참여하는 것과 직접적인 관련이 없으며, 두 활동은 상호 배타적인 관계가 아니다. 신앙 교육과 일반 텔레비전 프로그램 시청은 각각의 성격이 다르며, 가정의 가치관과 양육 방침에 따라 조화롭게 병행할 수 있다.
- 1990년대에는 어린이층에서의 최고 시청률이 상승하였으나, 평단으로부터는 호평을 받았다.
- 2002년 1월 6일 ~ 7월 14일 방송분 휴방하였으나, 〈데블파이터〉와 〈별나라 요정 코미〉를 편성하였다.
- 주로 어린이나 청소년층 사이에 인기를 누렸지만  2000년대 중반에 시청률이 떨어져 결국 2006년 1월에 폐지하였다.
- 2006년 프로그램 폐지 이후에는 유튜브와 케이블 TV(유료 방송)[1], 그리고 OTT 서비스인 디즈니+로 플랫폼이 이전되었으며, 현재는 독립적인 채널의 형태로 계승되어 방송이 지속되고 있다.

## 같이 보기
- 월트 디즈니 컴퍼니
- 디즈니 텔레비전 애니메이션
- 월트 디즈니 애니메이션 스튜디오
- 월트 디즈니 스튜디오
- 픽사 애니메이션 스튜디오
- 디즈니 플러스
- 디즈니랜드 (1980년대 초중반)
- 어린이 만화동산 (1980년대 초반)
- 만화동산 (1990년대 이전 프로그램)

| KBS 2TV 일요일 아침 시간대 프로그램              | KBS 2TV 일요일 아침 시간대 프로그램                   | KBS 2TV 일요일 아침 시간대 프로그램                |
| 이전 작품                                        | 작품명                                                | 다음 작품                                          |
| ------------------------------------------------ | ----------------------------------------------------- | -------------------------------------------------- |
| 중학생퀴즈 (1991년 ~ 1992년 10월 4일)            | 디즈니 만화동산 (1992년 10월 11일 ~ 2002년 10월 27일) | 생방송 KBS 저널, 일요아침드라마                    |
| KBS 2TV 목요일 애니메이션                        |                                                       |                                                    |
| 검정고무신 (2002년 8월 22일 ~ 2002년 10월 24일)  | 디즈니 만화동산 (2002년 10월 31일 ~ 2003년 6월 19일)  | 수호요정 미셸 (2003년 6월 26일 ~ 2003년 12월 11일) |
| KBS 2TV 금요일 애니메이션                        |                                                       |                                                    |
| 수호요정 미셸 (2003년 6월 6일 ~ 2003년 6월 20일) | 디즈니 만화동산 (2003년 6월 27일 ~ 2006년 1월 20일)   | -                                                  |